# ドイツ国鉄01形蒸気機関車
ドイツ国鉄01形蒸気機関車（ドイツこくてつ01がたじょうききかんしゃ　ドイツ語: DR-Baureihe 01）は、ドイツ国鉄の急行旅客用制式蒸気機関車である。ドイツの鉄道統一後、最初に登場した標準形蒸気機関車となった。
UIC式で2'C1、ホワイト式では4-6-2、アメリカ式で「パシフィック」の車軸配置を持つ。
標準化の目的は、維持費の削減にある。例えばベルリン所属の01形がドレスデンで故障しても、全国規模で機関、部品、装置の全ての仕様が正確に統一されていれば、所属先の修理部品の到着を待つことなくドレスデン工場製の部品が使える。このように、それは工場のための「標準化された」製品であった。

## 歴史

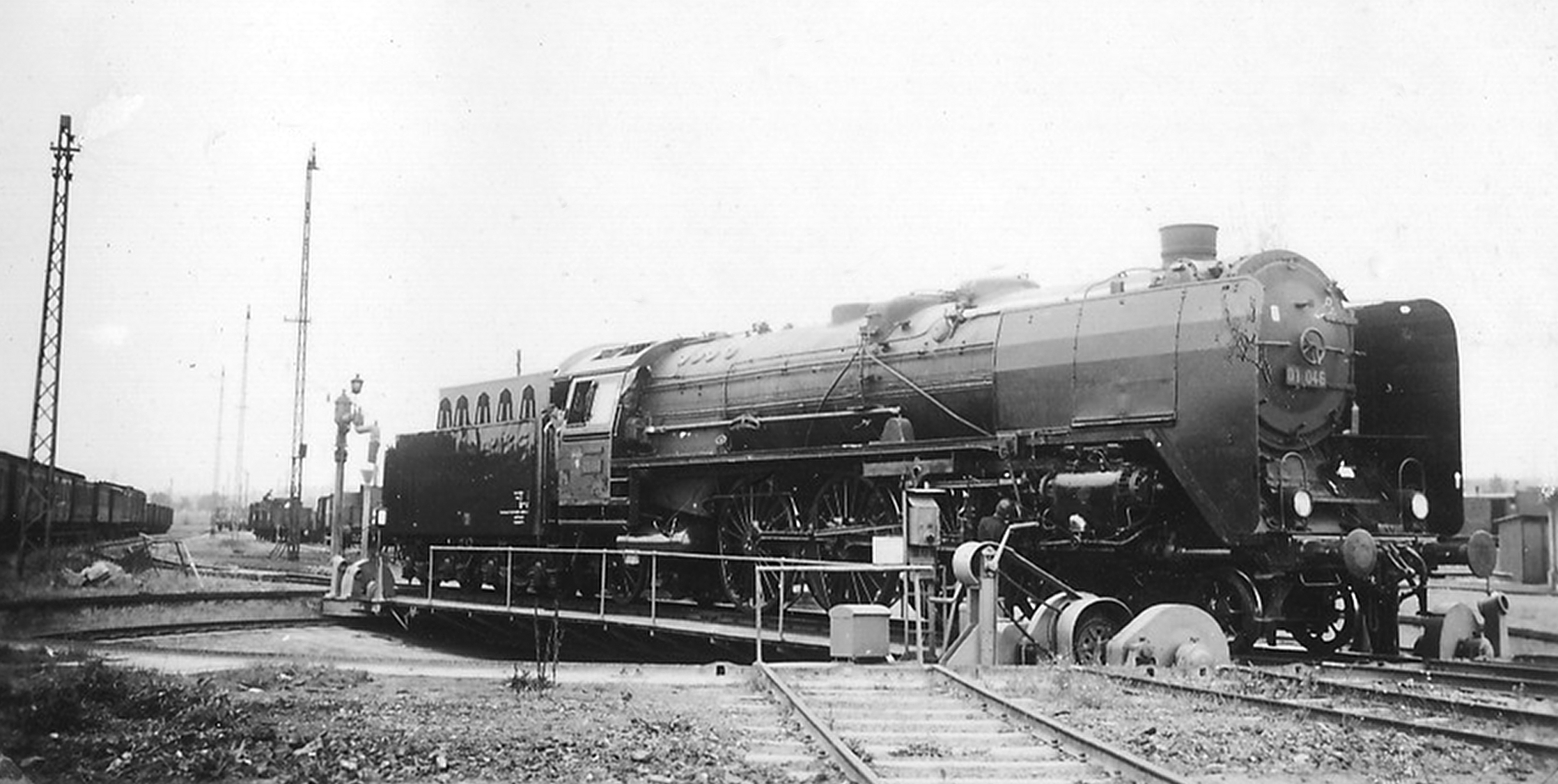
01 046。1938年

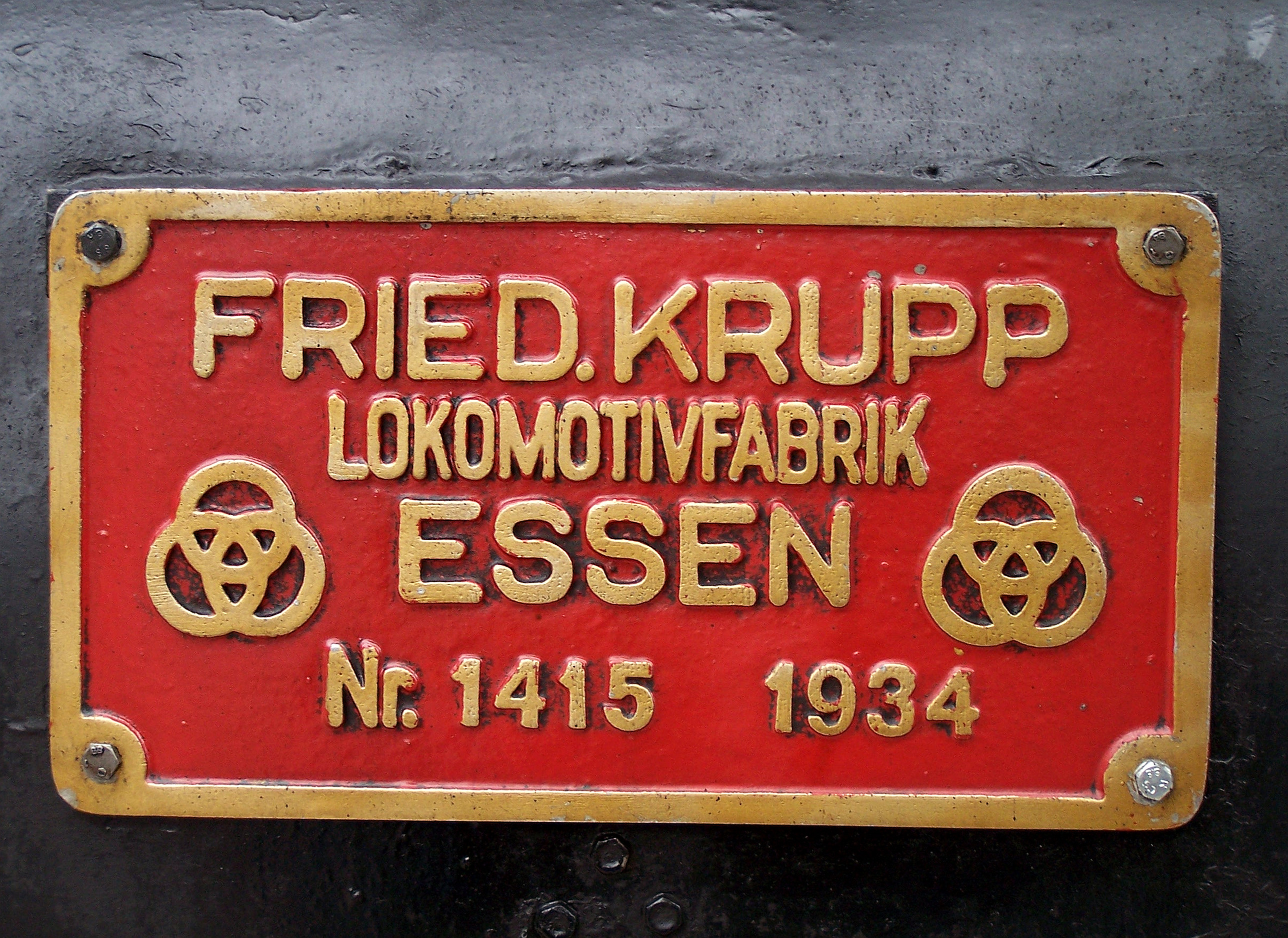
01 118の製造銘板

1920年に鉄道が国営化されたドイツでは、しかし、分立王国時代の様々な蒸気機関車も引き継いでおり、これら基本設計の異なる機関車群は、整備・運転を行う現場職員に負担を強いていた。このためドイツ国有鉄道（DRG）は制式機関車の開発に乗り出した。
1926年から1938年の間に、AEGとボルジッヒ、およびヘンシェル、ホーエンツォレルン、クルップとベルリン機械製造（BMAG=旧シュヴァルツコップ）により合計231両が製造された。
比較目的のために、本形式の10両は2気筒で、姉妹形である02形の10両は4気筒複式で造られた。大規模な測定と試験が行われ、長い議論の後、より強力で経済的な4気筒と比較して保守が容易な2気筒構成に決定された。選定競争に敗れた02形は、1937年から1942年にかけて01形に改造された。
最初に営業投入された01形機関車は001号機でなく008号機であり、現在ボーフム＝ダールハウゼン鉄道博物館で保存されている。1920年代には軸重20トン許容の路線も大型の転車台も多くなく、01形の大量生産は最初いくぶん遅れた。01形は1930年代の初めまでにドイツ国営鉄道の代表的な急行用機関車になり、1938年までに231両が優等急行列車運用に就いた。もう10両の01形（01 111、01 233-241）は、02形機関車の4気筒機構の2気筒への改造により1937年から1942年まで造られた。多くの路線での軸重規制は、1930年代初期に、第3の変形が造られた理由だった。03形は2気筒機関と18トンの軸重で設計され、298両造られた。1939年に、3気筒機関車も現われた。01形の更なる発展となる01.10形機関車だった。
途中小規模な設計変更を経て、合計5次にわたり製造された。これらは01 001 - 010（1926年）、01 012 - 076（1927年 - 1928年）、01 077 - 101（1930年 - 1931年）、01 102 - 190（1934年 - 1936年）、01 191 - 232（1937年 - 1938年）に分けられる。
1930年代に入っても、軸重20トンを許容できる軌道に改良された数少ない線区で使用された。ベルリンからはアンハルト、レールテとハンブルクへの路線で使われた。ベルリン市鉄道は、高架橋アーチを補強した。最初の90両は1930年までに、エッセン、ニュルンベルク、エルフルト P、ベルリン・アンハルター、ハム、マクデブルク中央駅、カッセル、ハノーファー、ハンブルク・アルトナ、ベブラ、オッフェンブルクの各機関区に配置された。
1931年からはフランクフルト・アム・マイン1、ベルリン・レアター、ブラウンシュヴァイク、ベルリン・ポツダム貨物駅、シュナイデミュール、ケーニヒスベルク、ゲッティンゲン P、パーダボルン、ドレスデン・アルトシュタット、ブレスラウ、ケルン・ドイツァーフェルト、ホーフ、ハレ Pの各機関区に配置された。

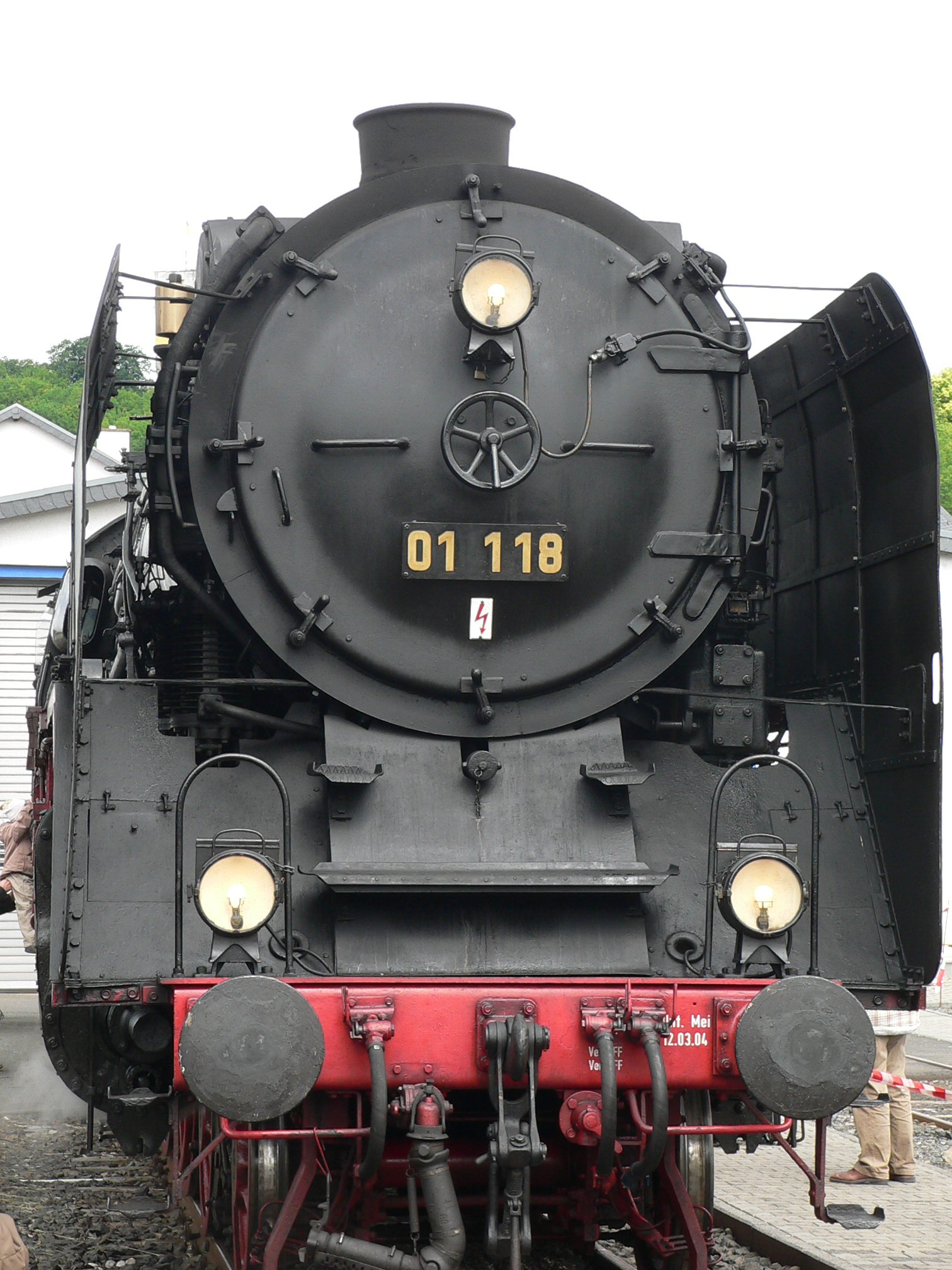
フランクフルト歴史鉄道の01 118

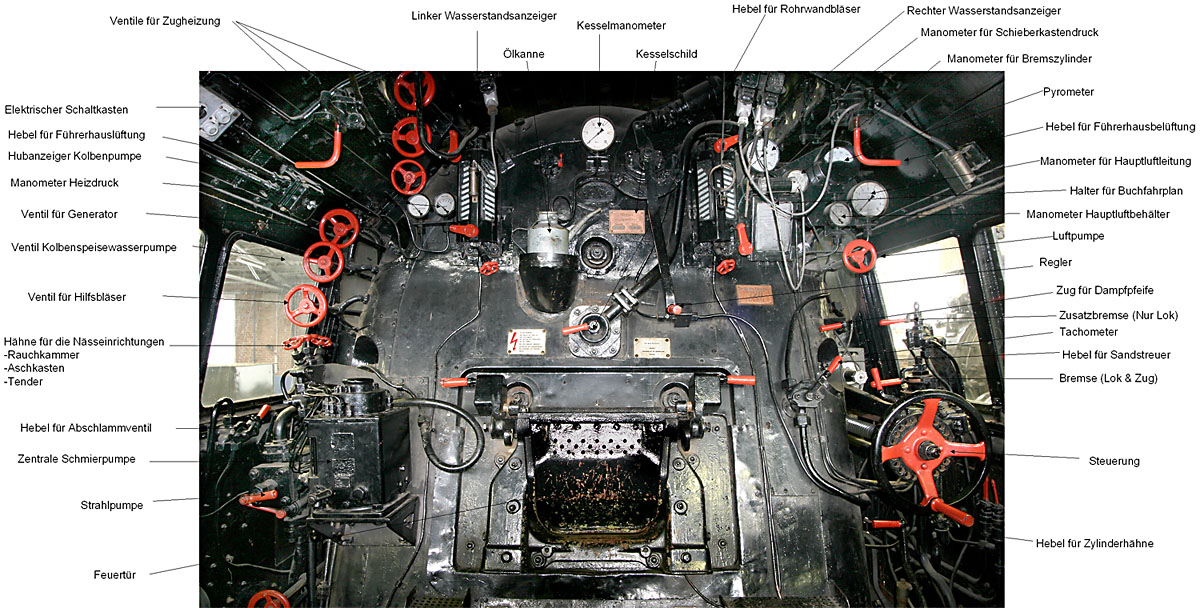
01 008の運転台

最高速度は当初120km/hに制限された。後に先輪の直径は01 102から当初の850mmから1,000mmに変更、ブレーキ装置も動輪を両押しに変更、従輪にも追加設置することで、130km/hへ向上した。
空気圧縮機と給水ポンプは01 077から設けられた大形のワグナー式除煙板の背後、煙室のくぼみに位置した（他は、後で元の除煙板をワグナー式と取り替えた）。これはポンプ等の保守が困難になり、後の制式機関車は製造に際して車両の中央部にポンプ等を設置した。ドイツ連邦鉄道ではより小さなヴィッテ式除煙板に変えて、ポンプを車両の中心の歩み板の方へ移動した。ドイツ民主共和国（東ドイツ）のドイツ国営鉄道はそのような荷重分布の大きな変化を避け、後年でも外観上小さな修正が見られるだけである。
第3次車（01 077 - ）からボイラーの煙管は延長され火室は短縮された。すべての機関車は、当初煙室扉の中心に錠を備えていた。 初期の機関車はガスライトを使用していたが、01　010からは電気ライトを使用した。そして後期の数ロットには3つのヘッドライトが装備された。
炭水車は2'2 T 30、2'2' T 32、または2'2' T 34の各形式が用いられた。石炭はいずれも10t、水はそれぞれ30、32または34m3積載できた。大きな転車台が十分になかったので、試作機（01 001 -  010）は2'2 T 30炭水車と組み合わされた。後になるとこの炭水車は、絶対に必要な場合、例えばオランダ国境を越えた運用で使われただけであった。第2次（01 012 - ）から、01形は、リベット組み立ての2'2' T 32炭水車を備えた。溶接の炭水車（2'2' T 34）は他の（主に新しい44形の）機関車との交換で用いられた。水容量が大きかったので、その後、戦時中と第二次世界大戦後はほとんどこれが利用された。
第二次世界大戦後、西ドイツに帰属した01型のうち50両が1958年から1961年にかけて、燃焼室付きの新型ボイラー混合式給水温め器を装備する改造を行った。またウィッテ式デフレクターを全機に装備した。1968年、ドイツ連邦鉄道（DB）はコンピューター対応管理番号を導入。01形は001形の新形式が与えられた。

### 01.10形
01.10形はDRGにより、1939年から1940年にかけて製造された3気筒の流線形機関車である。計画ではシュワルツコップ、クルップなどで合計200輌の製造が予定されていたが、戦争の影響によりシュワルツコップによる55輌の製造にとどまった。
01形を称してはいるが、標準の01形より径の太いボイラー、3気筒、出力・重量の変化、流線形の外観など01形とはほぼ別の機関車である。01.10形は、戦前から戦中にかけて最高時速150km/hを誇った高性能機であり、戦後になっても時速140km/hで運用されていた。戦時中01 1067が爆撃を受け廃車。54輌体制で敗戦を迎えた。戦後、01.10形は全て西ドイツのドイツ連邦鉄道（DB）に所属し、流線形のカウルは撤去されていった。
01.10形は、1953年から1958年にかけて更新工事が実施され、燃焼室付高性能ボイラーへの振り替え、主連棒・連結棒・クランクピンにローラーベアリングの装備などが行われた。また54輌中34輌は重油専燃機に改造された。DBは、1968年にコンピューター対応管理番号を導入。重油専燃機の01.10形は012形、石炭焚き機は011形の新形式を与えられた。

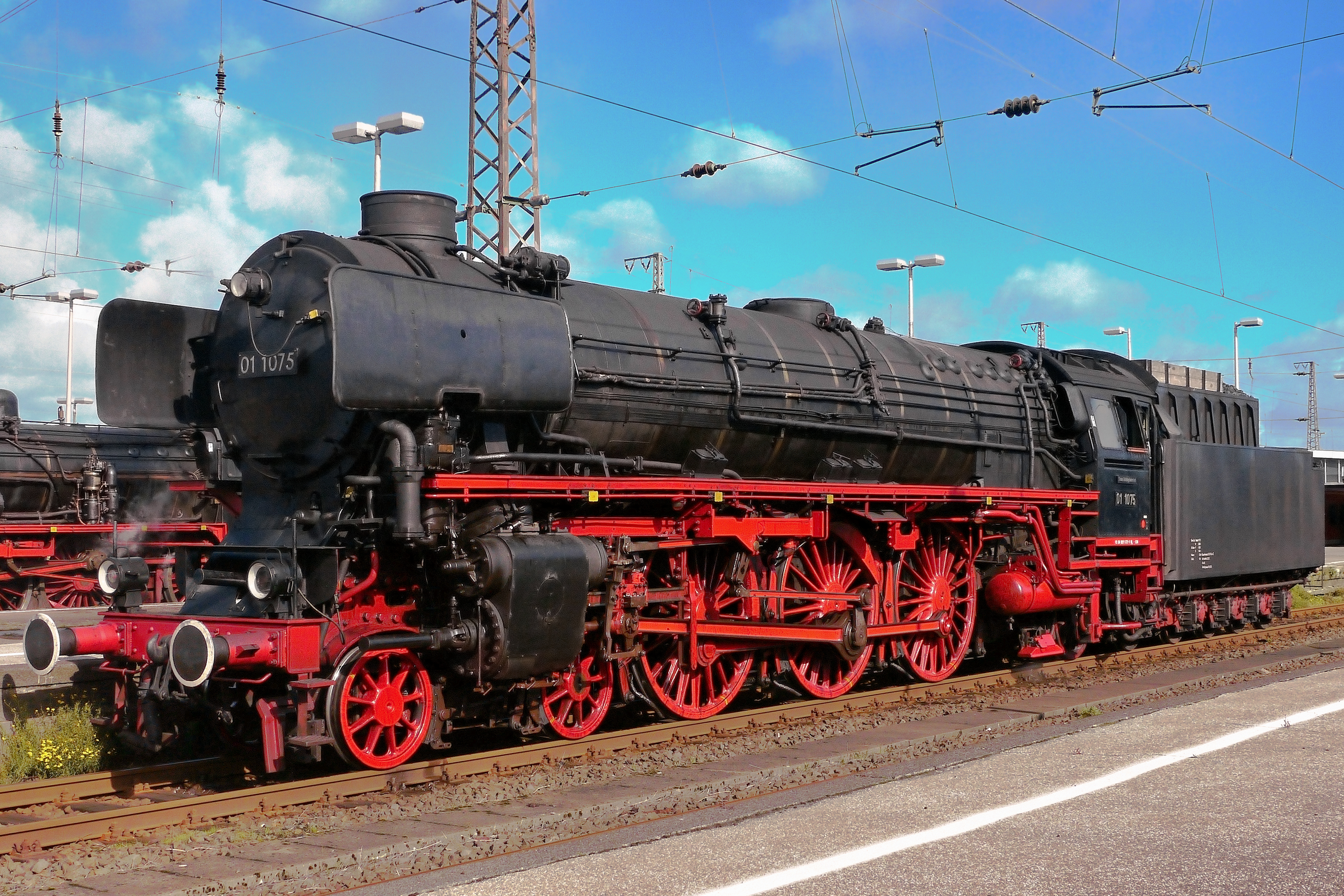
01 1075。石炭焚き機。
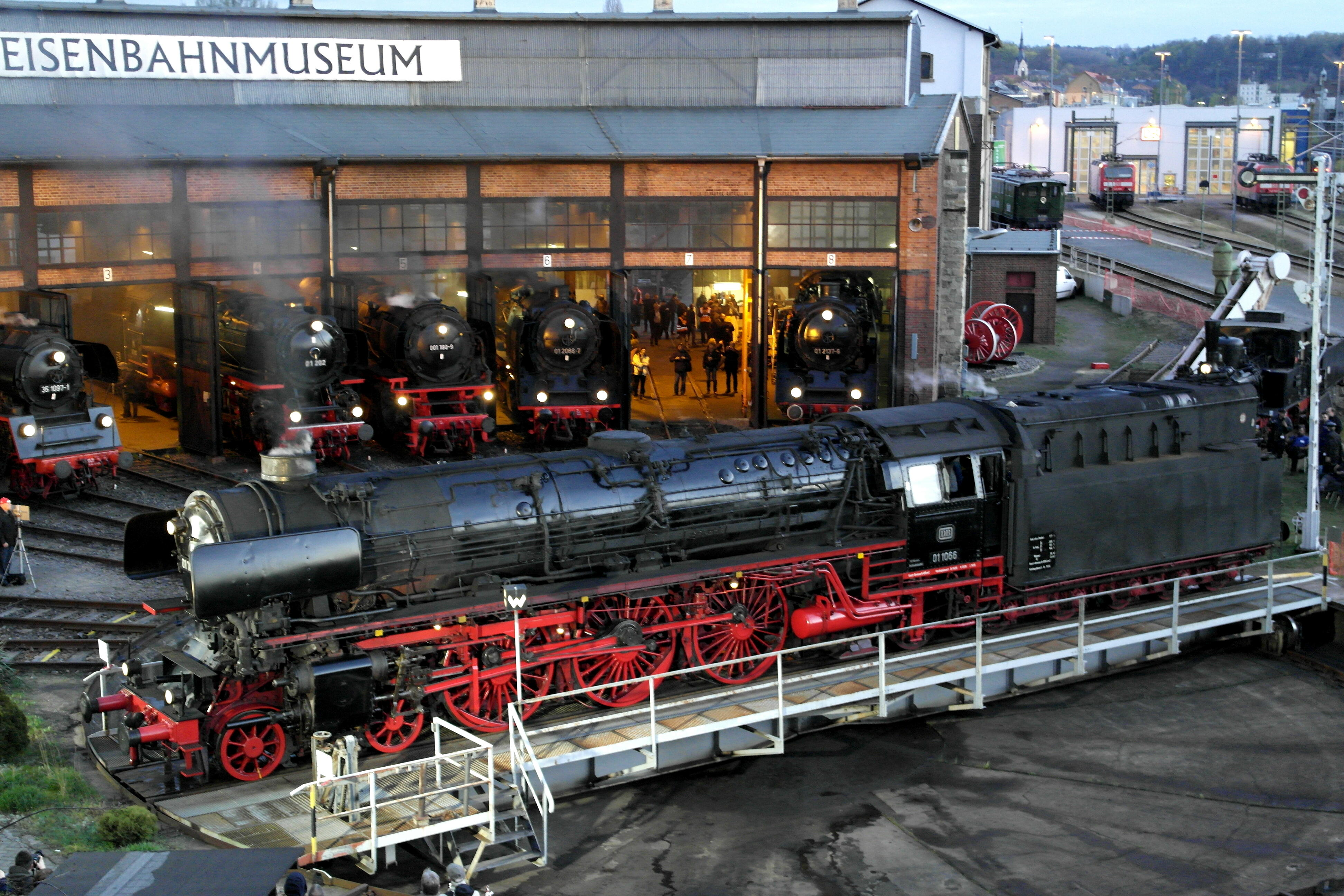
重油専燃機に改造された01 1066。
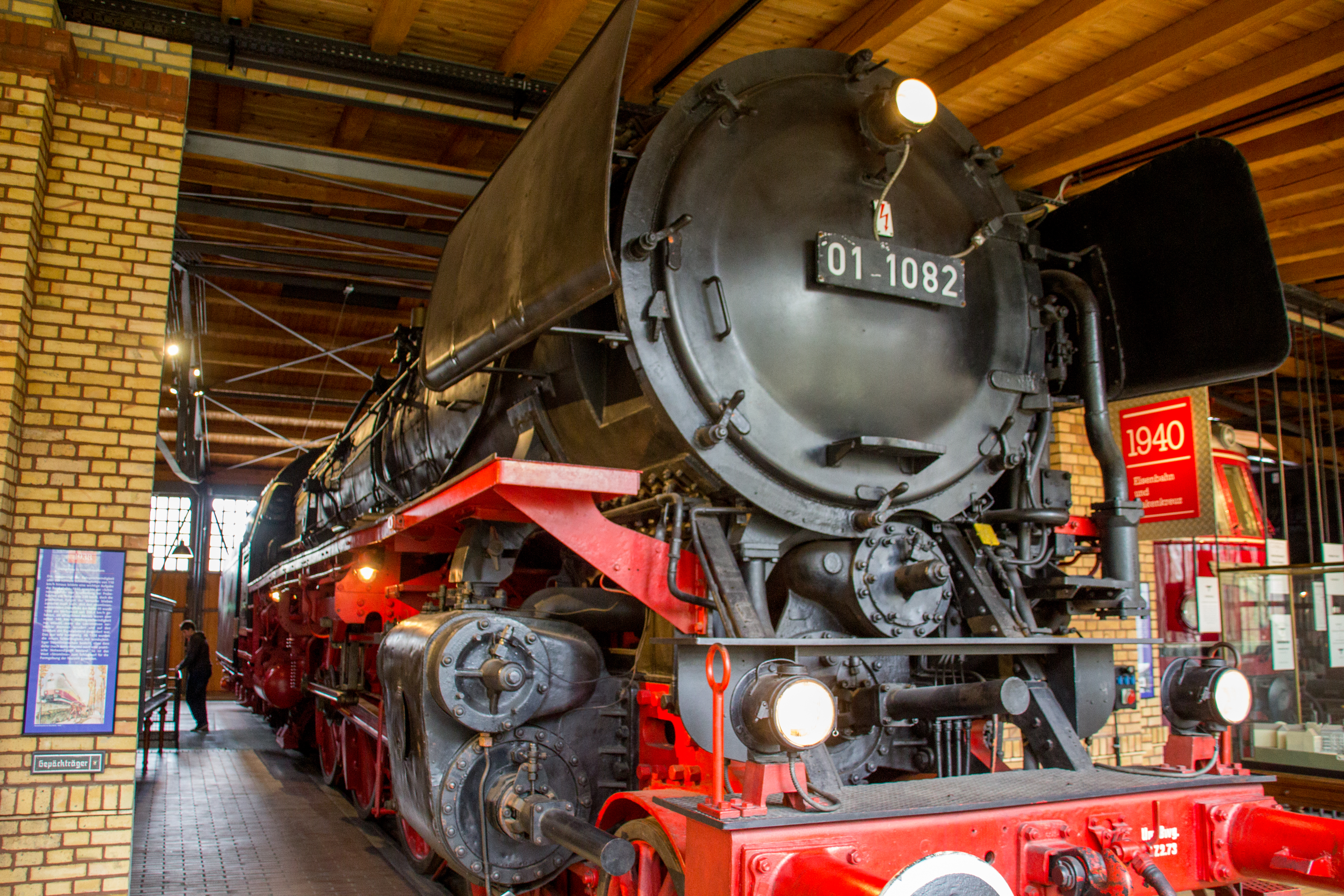
ドイツ技術博物館の01 1082。エプロンが外され、車輪内側のシリンダーが露出している。
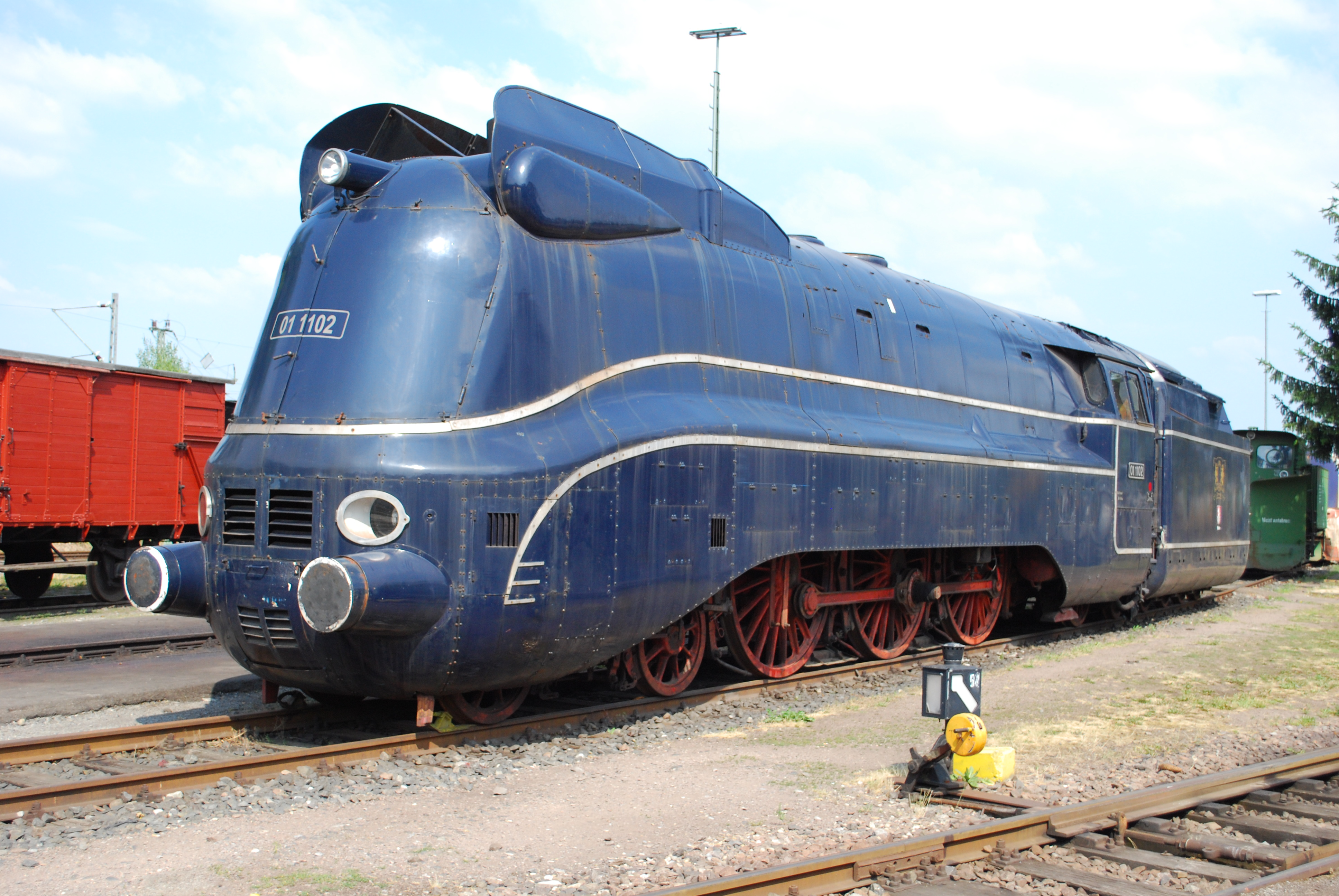
01 1102。1995‐1996年に流線形時代の姿で動態復元された。

### 01.5形
戦後、DBが165輌の01形を引き継いだのに対し、東ドイツのドイツ国営鉄道 （DR）に在籍する01形は65輌にとどまり、しかも3気筒の高性能機、01.10形はDBが全機を継承したため、DRは高性能の旅客機関車が不足する状況が続いた。
1961年秋、DRは事故破損の01 174を改造し、01形の高性能化を目標に01 501を開発した。燃焼室付高性能ボイラーと溶接シリンダーブロックが新たに用意され、先・従台車も溶接式に交換。給水温め機は混合式が用意され、外観ではスカイラインケーシングと円錐形の煙室扉が採用された。01 501の改造結果は良好で、DRは1,000㎜径の先台車装備の01 102以降の車両にも同様の改造工事を施行し、01.5形が誕生した。このうち01 504はボックスポークに履き替え、ギースルエゼクター装備、ランボード下にスカートを付けて出場した。
1964年改造の01 509以降は重油専燃機として竣工。ボックスポークの採用は502、503、507～513、517の10輌で終わり、スカートの装備も少数の施行に終わった。ボックスポークは1976年に01 503がスポーク動輪に履き替えて消滅。スカートも1960年後半には撤去されていった。1970年にDRもコンピューターによる管理番号を導入。重油専燃機の01.5形は01 05に、石炭焚きの01.5形は01 15へと変更された。
西ドイツのドイツ連邦鉄道では1973年の運用を最後に引退したが、01.5形は1980年代初頭の時点でも大きな除煙板が残るなど原型に近い状態で稼動していた。1977年秋まで急行列車をベルリン-ドレスデン路線で引いていた最後の年代には、伝説的機関車になっていた。ソビエト連邦からの大形の132形ディーゼル機関車の出現により、登場から約50年を経過した01形は、東ドイツの定期列車からも最終的に引退した。なお、1988年には東西ドイツ国境のマリエンボルンからポーランドのクトノまでオリエント・エクスプレス'88を重連で牽引している（オリエント・エクスプレス '88も参照）。

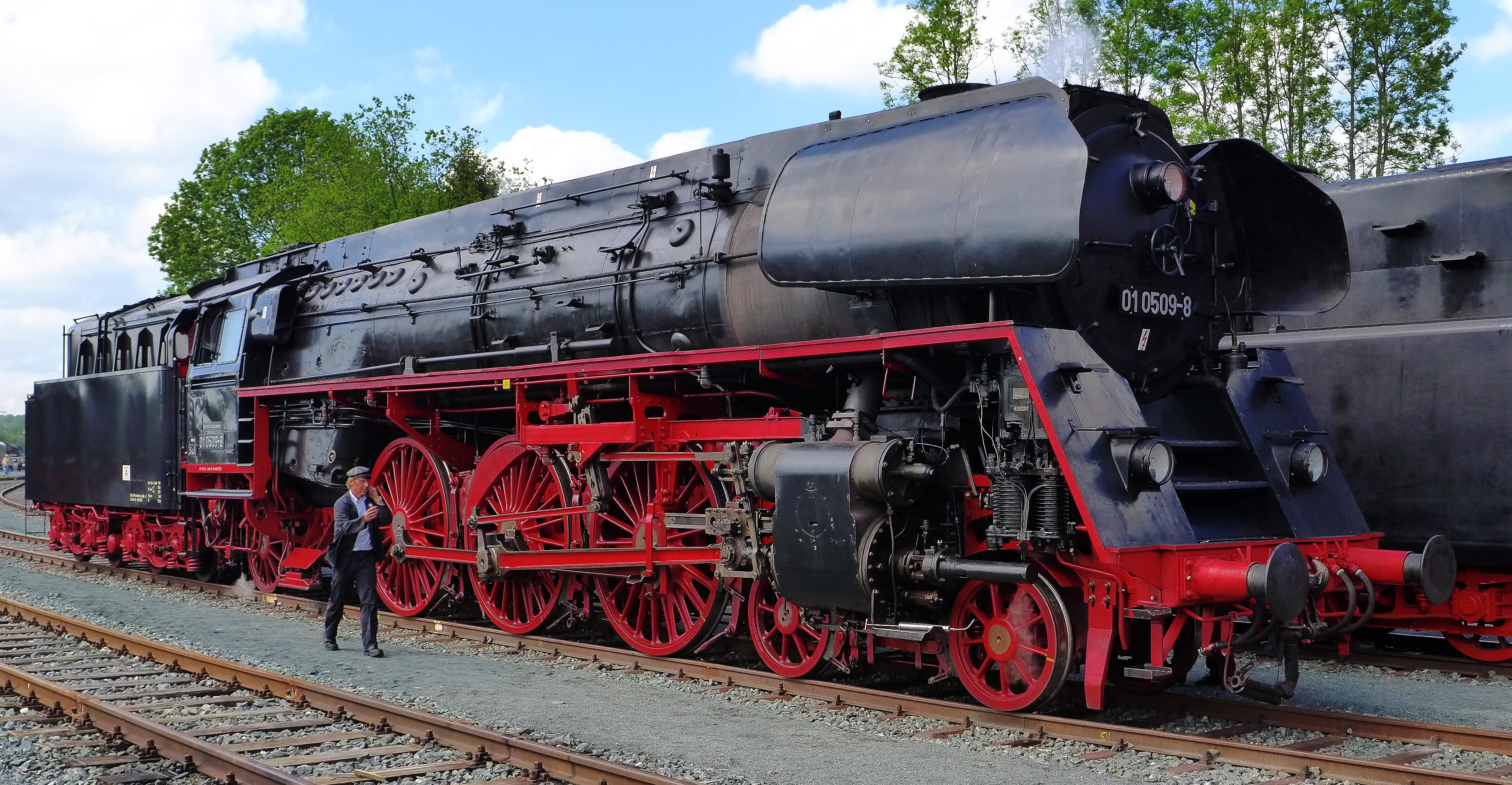
重油専燃機として最初に登場した01 509。
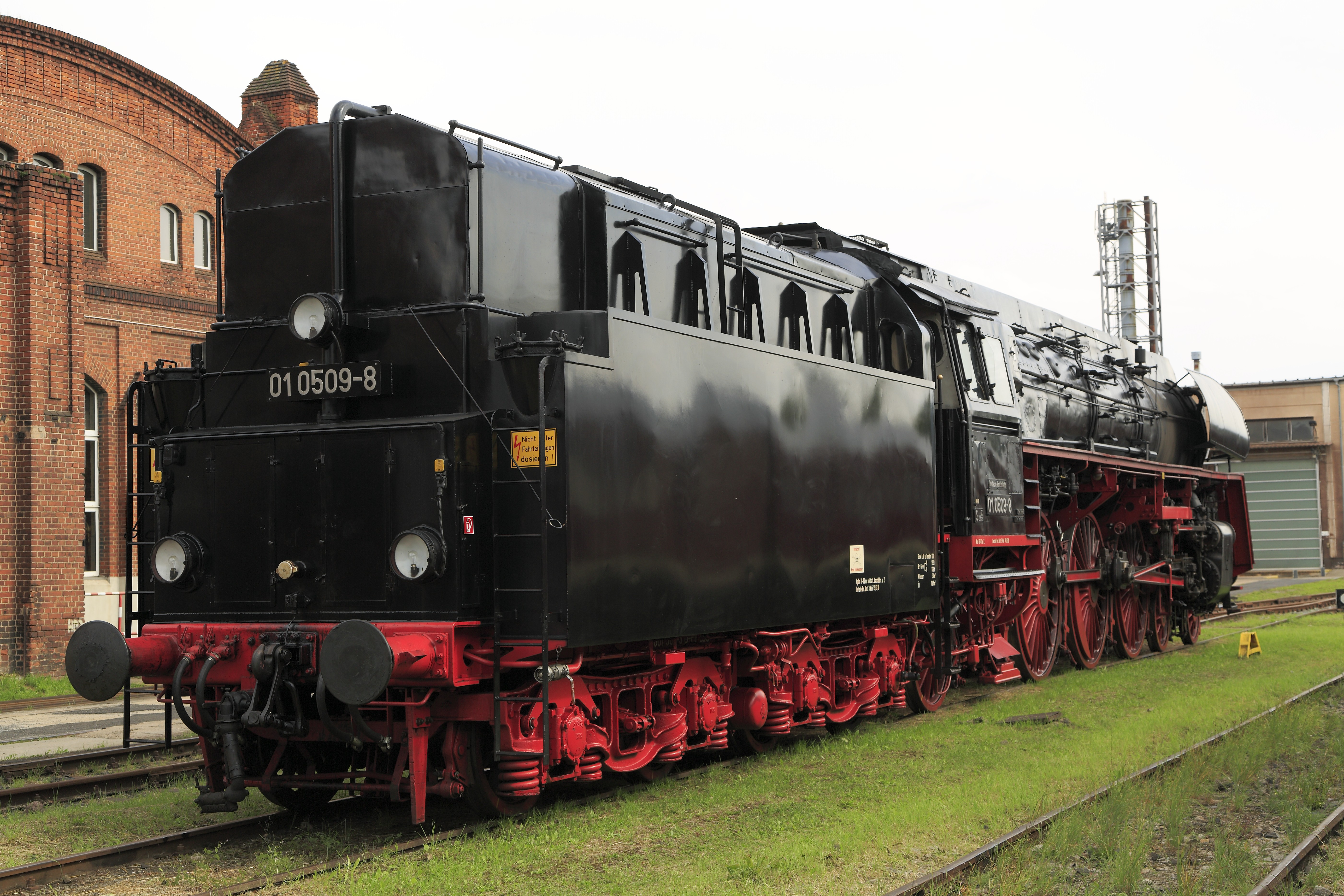
01 509の重油テンダー。
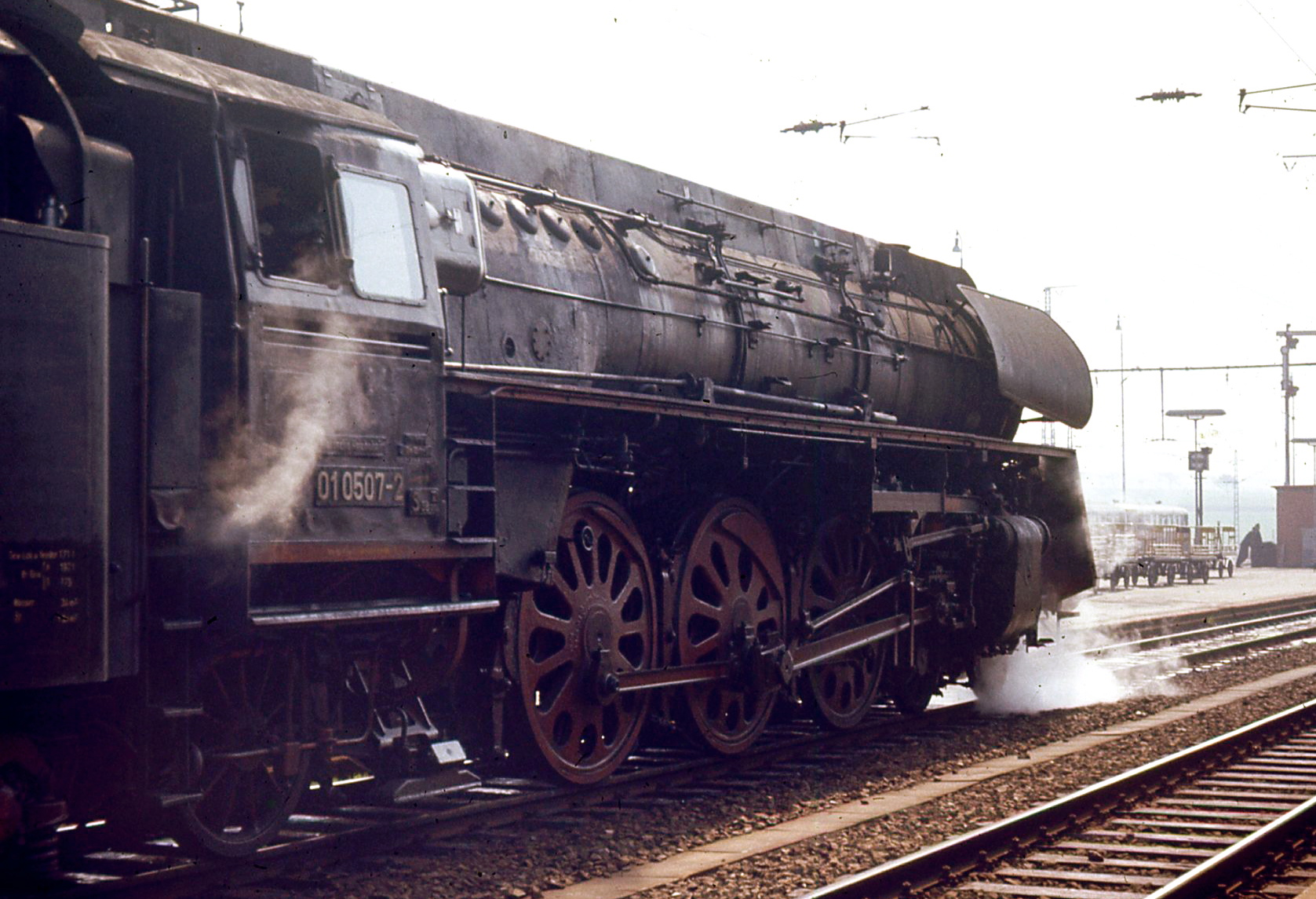
ボックスポークを履く01 507。
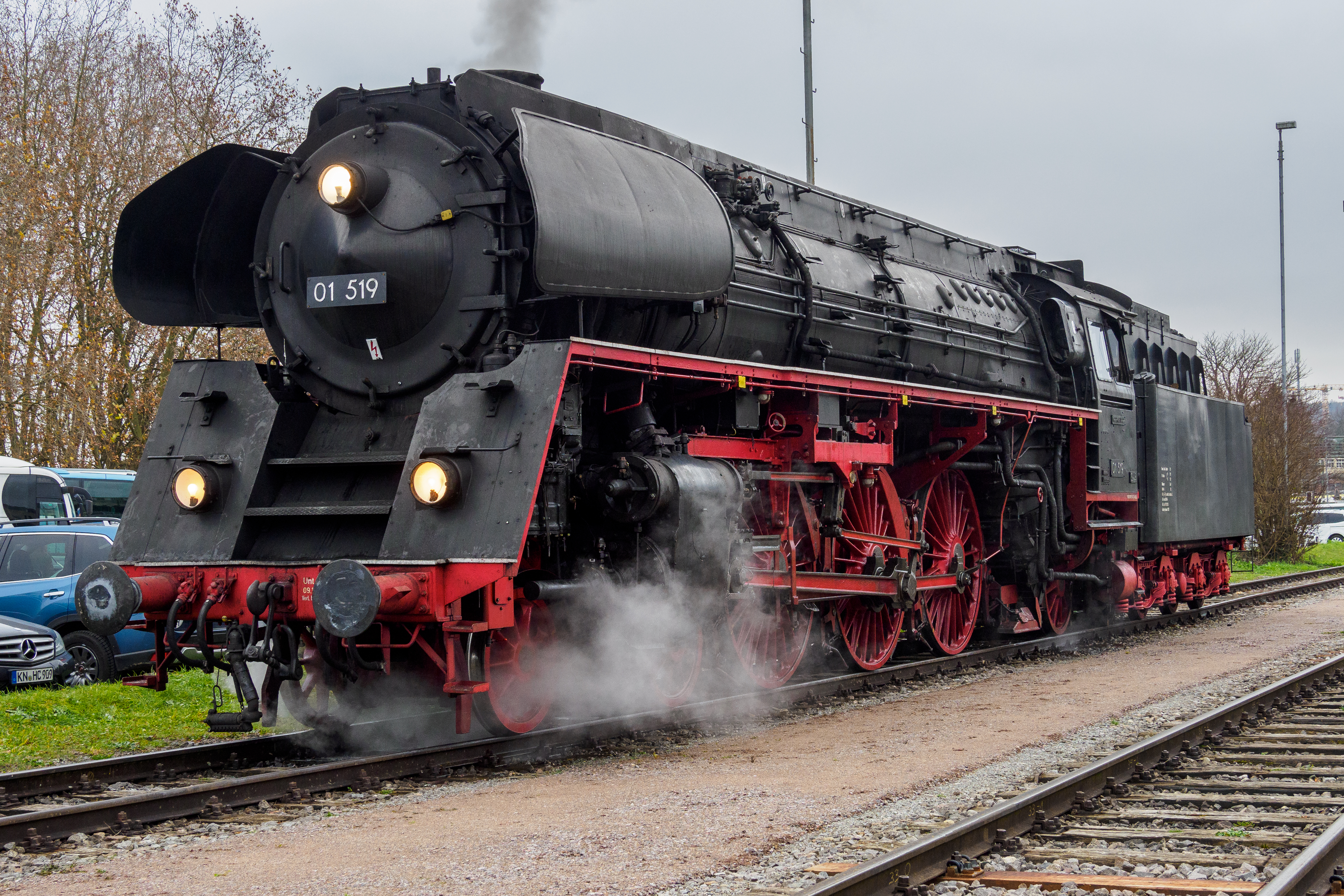
円錐型の煙室扉の姿に復元された01 519。

## 受容
ドイツを代表する旅客用蒸気機関車で、精悍なスタイルと大きな赤いスポーク動輪から日本にも愛好者が存在した。ドイツ鉄道のファンでもあった哲学者の篠原正瑛は、東京の宝町で自らが経営していた喫茶店に「ゼロイチ」と名付け、本形式の動輪1対を店内に飾っていた。篠原の没後、ドイツ鉄道に関するコレクションは交通博物館に寄贈され、その後身である鉄道博物館に引き継がれた。動輪は開館当初は展示されていなかったが、2009年3月24日より鉄道博物館駅との間のプロムナードに（日本の鉄道車両の車輪と並べる形で）展示されている。